# Albert Chmielowski

Bruder Albert Chmielowski

Albert Chmielowski (Geburtsname: Adam Hilarius Chmielowski, * 20. August 1845 in Igołomia bei Krakau (Polen); † 25. Dezember 1916 in Krakau) war ein Maler und polnischer Ordensgründer. Er ist ein Heiliger der römisch-katholischen Kirche.

## Leben
Chmielowski stammte aus einer adeligen Familie. Sein Vater war Adalbert Chmielowski († 1853). Seine Mutter Josephine Borzysławska († 1859) war im Dritten Orden der Franziskanerinnen tätig. 1863 übersiedelte die Familie nach dem Verkauf ihres Landgutes nach Warschau. Im Alter von 11 Jahren wurde der kränklich veranlagte Adam Waise. Gemeinsam mit seinen drei Geschwistern wuchs er bei Verwandten auf. Nach Abschluss der ersten Klasse wurde er auf eine Kadettenschule nach Sankt Petersburg geschickt. Er nahm 1863 am Januaraufstand teil, wurde schwer verletzt und verlor ein Bein. Nach Exil und Studium nahm er sich der Malerei an und trat einer Ordensgemeinschaft bei. Als Bruder Albert starb er am 25. Dezember 1916 in Krakau.

## Studium
Nach seiner Heilung nahm er in Gent (Belgien) ein Ingenieursstudium auf, wechselte dann aber 1865 nach Paris und studierte ebenfalls in München an der Akademie der Bildenden Künste München Kunst. Er beendete seine Studienzeit 1874 und kehrte nach Polen zurück; hier setzte seine Tätigkeit als Maler ein.

## Maler

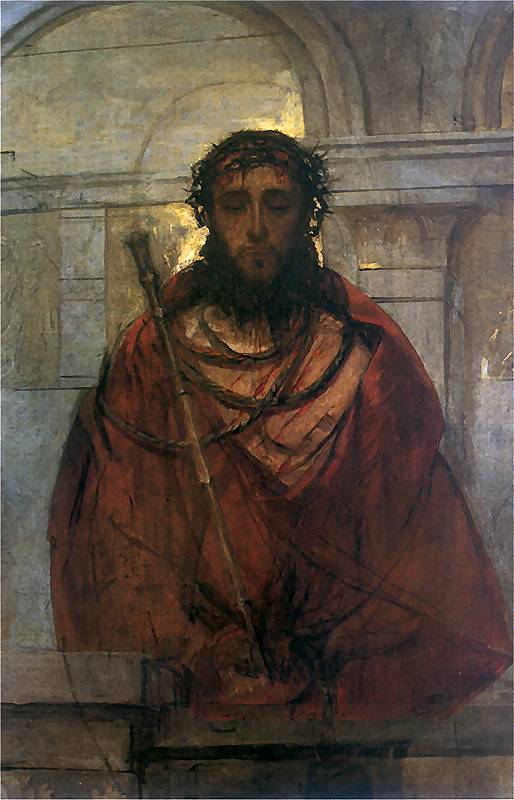
Albert Chmielowski: Ecce Homo (1881)

Seine ersten Arbeiten bestanden überwiegend aus religiösen bildlichen Darstellungen. In München entstandene Werke zeigen Anklänge an das Schaffen von Arnold Böcklin und Anselm Feuerbach. Mit Józef Brandt und Leon Wyczółkowski gehörte Chmielowski zur damaligen polnischen Künstlergruppe in München. Besonders mit Maksymilian Gierymski war er befreundet. Von 1875 bis 1877 lebte er dann in Warschau; hier gehörte er zu einer Künstlergruppierung, die ein bekanntes Atelier im Hotel Europejski betrieb. Eines seiner bedeutendsten Werke ist das Bild Ecce Homo aus dem Jahr 1881.

## Mönch und Ordensgründer
1880 trat Chmielowski in den Jesuitenorden ein und musste diesen aus gesundheitlichen Gründen im gleichen Jahr wieder verlassen. 1887 trat er dem Dritten Orden der Franziskaner bei und nahm den Ordensnamen Albert an. Bruder Albert widmete sich besonders Obdachlosen und Bettlern in Krakau. Er wandte sich von der Malerei ab und legte 1888 vor Kardinal Albin Dunajewski, dem Fürstbischof von Krakau, die Armuts- und Keuschheitsgelübde ab. Danach gründete er die Ordensgemeinschaft der Diener der Armen im Dritten Orden des heiligen Franziskus, die sich vor allem um gesellschaftliche Randgruppen kümmern. Die Mitglieder werden auch als Albertiner bezeichnet. 1891 gründete er mit den Albertinerinnen einen weiblichen Zweig seiner Kongregation.

## Verehrung
Bruder Albert wurde von Papst Johannes Paul II., am 22. Juni 1983 selig- und am 12. November 1989 heiliggesprochen. Sein Gedenktag wurde auf den 17. Juni festgelegt, der als Gebotener Gedenktag in Polen begangen wird. Im Bistum Sosnowiec wird der 17. Juni als Hochfest gefeiert, da Albert Chmielowski der Patron der Diözese ist.
Karol Wojtyła verfasste 1950–1955 eine Bühnenbiographie Bruder Alberts, Bruder unseres Gottes, die zu den bedeutendsten Bühnenwerken des späteren Papstes Johannes Paul II. zählt und sich an den polnischen Theatern immer noch großer Beliebtheit erfreut.